# 安德肖
安德肖（英語：Undershaw）是福尔摩斯创造者、英国著名作家阿瑟·柯南·道尔爵士的故居。道尔为了迁就他妻子的卫生要求而建了这栋不寻常的房子，并于1897年至1907年间与他的家人居住于此。道尔曾在此写下了许多作品，其中就包括《巴斯克維爾的獵犬》。
在道尔将“安德肖”卖出后的几十年中，这栋房子曾被作为一家旅店，一直经营至2004年。此后该旅店一直处于空置状态。2014年，这座房子及其周围土地被DFN慈善基金会买下并恢复原貌作为一所特殊儿童学校。

## 地理位置
“安德肖”位于英格兰萨里郡欣德黑德，靠近A333公路，邻近黑斯尔米尔，距离伦敦西南约40英里（64）。其名意指遮蔽的植被；“shaw”是一个盎格鲁-撒克逊词汇，意思是“附近的一个吊人树小树林”。这所房子坐落在俯瞰南唐斯丘陵的一座未开发的山谷。
之所以选择这个地方，主要是为了配合道尔夫人露易丝的医疗照顾条件。道尔夫人患有肺结核。在那个时代，医生通常都建议病人生活在空气较为健康的地区。萨里郡则以其清新自然的空气而闻名。在1895年写给母亲的信中，道尔称赞此地“.……它的高度、干燥、沙质土壤、杉树和对所有寒风的遮挡，提供了治疗肺结核的最佳条件。如果我们能够命令大自然为我们建造一个地方，我们也找不到更完美的了……我以不到1000英镑的价格购买了4英亩土地，我认为这不会是一个糟糕的投资。”在同一封信中，道尔称赞了此地的位置便利和带来的乐趣，“至于我自己的娱乐，这里离镇上不到一个小时，离朴茨茅斯也不到一个小时。我有高尔夫球、板球、自己的台球桌，出色的社交圈、不远处还有一个可以钓鱼的大湖，如果我愿意还可以选择骑马，此外还可以设想一些最美妙的风景和散步场景。”

## 建筑风格
[德拉库拉作者] 布莱姆·斯托克1907年拜访了“安德肖”，他发现这所房子“温馨、舒适到了一个了不起的程度”，并补充说，许多古玩和艺术品创造出一个“仙境乐趣般的房子。”的感觉……
“对柯南·道尔来说‘安德肖’给他带来了物有所值的稳定感。他的童年是在爱丁堡从一个公寓搬到另一个公寓。他自己的孩子们在经历了前四年的动荡生活之后，现在有了一个漂亮的家和四英亩的林地以供他们探索。”
道尔委托建筑师约瑟夫·亨利·鲍尔在此地建房，道尔形容他是“一个老朋友，具有非常挑剔的品味和批判性思维，他将对工程进行持续监督。”这座房子采用了“萨里乡村风格”，主要由红砖建成，外观不对称。建筑的一个考虑因素是朝南的大窗户，可以让充足的阳光进入，为室内提供愉快的环境。这些窗户还配有特制的彩色玻璃，上面有道尔家族的纹章，但其中许多在近年来遭到了破坏者的攻击而没有保存下来。 
“安德肖”的主入口通向一个有两层楼高的入口大厅，大厅内设有一座砖砌壁炉。道尔的家还装有一台发电机用于电灯照明，这在当时的郊外并不常见，以及一个可容纳三十人的餐厅。木质镶板的客厅裡在天花板附近装有一个特殊的展示架，展示了主人收藏的一系列武器、鸟类标本、海象牙以及各种奖杯。这座房子的门也很不寻常，可以双向打开。目前的内部布局有14间卧室，占地面积为10,000平方英尺（930平方）。
道尔的三层住宅设有一个宽阔的楼梯，楼梯的台阶较浅，以防止路易斯·道尔夫人上楼时气喘吁吁。此外，这座住宅还拥有一个台球室和道尔的私人书架书房，这位作家在这里写下了他一些最知名的作品。

## 历史
1897年10月至1907年9月之间的十年里，道尔曾居住在“安德肖”（道尔首任夫人露易丝于1906年去世）。这所房子是道尔许多最著名作品创作的地方，其中包含《大布尔战争》、《巴斯克維爾的獵犬》、《杰拉德历险记》、《福爾摩斯歸來記》以及《奈杰尔爵士》等。1902年道尔获封爵士时也正居住在此。
道尔还曾在“安德肖”招待了许多著名的房客。这其中包括夏洛克·福尔摩斯的插画作者西德尼·佩吉特，著名的福尔摩斯扮演者威廉·吉勒特，以及小说《德拉库拉》的作者布莱姆·斯托克等。 其他著名的访客包括歐奈斯特·洪納、J·M·巴里、托马斯·威姆斯·里德、戈登·格吉斯伯格、丘顿·柯林斯、弗吉尼亚·吴尔夫以及伯特伦·弗莱彻·鲁宾逊等。

## 重建争议

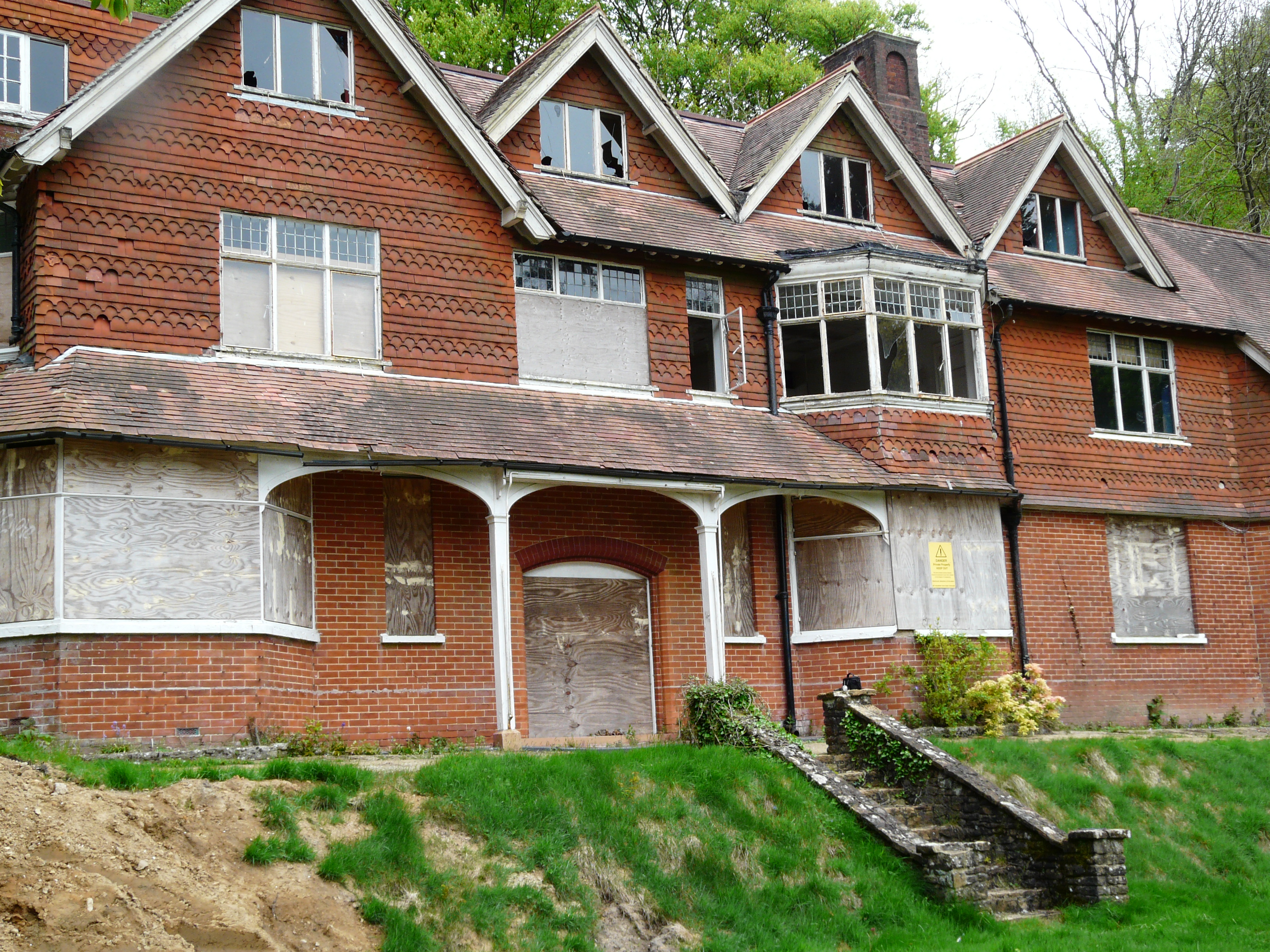
2010年安德肖的外观

“安德肖”在被道尔卖掉后不久就被改造成了酒店。2004年，该酒店关门，这一处物业也被福斯威有限公司买下。自那之后就一直处于空置状态。2010年3月，据称业主曾接受150万英镑的报价，作为将这栋房子改造成几套公寓的替代方案。
2010年6月，韦弗利区议会拒绝买下“安德肖”。区规划主任马修·埃文斯（Matthew Evans）表示: “我们没有那么多钱。 我们必须勒紧裤腰带。”但是唯一投票反对规划官员建议的议员吉姆·爱德华兹（Jim Edwards）说: “这所房子具有巨大的历史重要性。这是一个巨大的开发，（拒绝买下它）在我看来是完全不可接受的。”道尔的曾侄子理查德·道尔（Richard Doyle）据说对此感到“不满”，他说: “道尔家族一直在想办法买下它，但是价格太高了，我们买不起。我们只是希望我们能做些什么。”
这是一个历史悠久的地方，应该受到尊重。柯南·道尔的生活和作品是英国文化的基本组成部分，可以说他们的价值从未如此高涨。我们非常高兴看到来自世界各地的爱好者与我们联系并承诺支持我们的努力。
我们非常希望这个决定能够标志着对这座历史建筑态度的巨大转变，并希望它能够被正确地保护为一座建筑物，希望是一个博物馆或中心，让后代世代受到其中创造的许多故事的启发。
2010年8月18日，《洛杉矶时报》报道称，将这栋房屋改造成多单元公寓楼的计划正在进行中，并称“最早下个月，拆屋用的铁锤就会砸向‘安德肖’。”这一计划继续受到保护主义者的反对，他们主张这座房子以单一结构的形式被保留下来，无论是作为住宅还是博物馆。但当这些保护主义者试图将“安德肖”升格为最高级别的受保护建筑时受到了极大的阻力。一份来自政府的报告指出，这所房子在建筑上并不具备显著意义，而且阿瑟·柯南·道尔爵士的地位不及简·奥斯汀或查尔斯·狄更斯。
在2010年12月，“安德肖保护信托”在英国高等法院发起了司法复核程序，试图推翻韦弗利自治市议会允许将“安德肖”改建为公寓的决定。2012年5月30日，英国高等法院因法律缺陷废除了韦弗利议会允许改建“安德肖”的决定。“安德肖保护信托”的共同创始人约翰·吉布森（John Gibson）对荣誉法官克兰斯顿爵士的决定表示赞赏。其他公开反对发展计划的人包括朱利安·巴恩斯（他在小说《亚瑟与乔治》中设定了一部分情节发生在“安德肖”）、前英国文化大臣杰里米·亨特以及马克·加蒂斯（英国电视剧《神探夏洛克》的编剧以及联合制片人）等。
在2014年，DFN慈善基金会购买了这所房子和土地，计划将其复建为铺路石学校，用作为患有偏瘫、身体、医疗、焦虑以及自闭症谱系困难的儿童提供教育。DFN基金会表示：“我们完全致力于将这座建筑恢复到柯南·道尔天才的发源地的独特地位。我们的恢复计划涵盖了所有原始建筑，包括马厩区。一些具有特殊意义的“安德肖”的特色，尤其是彩色玻璃窗和忠实重建柯南·道尔的书房的提案，非常令人兴奋，将受到我们的孩子和游客的喜爱。我们非常希望当地社区和全球的柯南·道尔爱好者能加入我们，参观“安德肖”并使用我们即将配置的一些设施。”这一用途许多人都确信柯南·道尔本人也会表示赞成，实际上阿瑟·柯南·道尔的曾侄子理查德·道尔写道，“我不认为‘安德肖’应当被封存起来，如果这片神奇、特殊的建筑中的一部分可以成为一座新的学校的中心并有助于的繁荣社区的话，我会感到很高兴。”DFN基金会于2014年由大卫·福布斯-尼克森（David Forbes-Nixon）创立，旨在支持教育、医疗保健和文物保护领域。基金会对这所房屋改建的修订计划得到了“安德肖”保护信托的支持。在经过对这座房屋以及附属建筑的一系列全面修复和现代化扩建后，学校于2016年9月正式开放。

## 脚注

### 引文
1. ↑  肖洁茹 (2021)，第139頁.
2. ↑  蔡秉叡 (2016)，第72頁.
3. ↑  David Else (2007)，第172頁.
4. 1 2 3  Stashower (1999)，第199頁.
5. 1 2  McKay, Sinclair. . The Daily Telegraph (London). 20 October 2007  [18 August 2010]. （原始内容存档于2011-03-16） （英语）.
6. ↑  Carr, Molly. . Andrews UK Limited. 2014-06-24  [2023-08-05]. ISBN 978-1-78092-342-0. （原始内容存档于2023-08-05） （英语）.
7. 1 2  Lellenberg (2007)，第353頁.
8. ↑  肖洁茹 (2021)，第364頁.
9. ↑  Duncan, Alistair. . Andrews UK Limited. 2016-01-04  [2023-08-05]. ISBN 978-1-78092-798-5. （原始内容存档于2023-08-05） （英语）.
10. 1 2 3  Chu, Henry. . Los Angeles Times. 18 August 2010  [18 August 2010]. （原始内容存档于2013-01-28） （英语）.
11. 1 2  .   [1 November 2018]. （原始内容存档于2021-01-26）.
12. ↑  Emecz (2016)，Undershaw - A Brief History.
13. ↑  漆文欣 (2020)，第80頁.
14. ↑  Duncan, Alistair. . . Andrews UK Limited. 2016-12-15  [2021-05-11]. ISBN 978-1-908218-20-9. （原始内容存档于2021-05-11） （英语）.
15. ↑  Walters, Charlotte. . . Andrews UK Limited. 2016-12-15  [2023-08-05]. ISBN 978-1-78092-274-4. （原始内容存档于2023-08-05） （英语）.
16. ↑  肖洁茹 (2021)，第368頁.
17. ↑  钱坤强 & 袁宪军 (2020)，第197頁.
18. ↑  Duncan, Alistair. . . Andrews UK Limited. 2016-12-15  [2023-08-05]. ISBN 978-1-908218-21-6. （原始内容存档于2023-08-05） （英语）.
19. ↑  Hardman, Robert. . Daily Mail (London). 12 March 2010  [29 August 2010]. （原始内容存档于2021-02-28）.
20. ↑  .   [29 August 2010]. （原始内容存档于2012-03-23）.
21. ↑  Meikle, James. . The Guardian (London). 30 May 2012  [2016-07-25]. （原始内容存档于2013-03-16）.
22. ↑  "Conan Doyle and the barbarians" （页面存档备份，存于） The Times, 29 July 2010, "Conan Doyle campaigners fight to save the house of the Baskervilles" （页面存档备份，存于） The Times, 29 July 2010
23. ↑  "Pressure on Hunt's department to save Conan Doyle's home" Haslemere Herald, 6 August 2010
24. ↑  "Conan Doyles in call to minister over Undershaw" （页面存档备份，存于）, BBC, 2 August 2010
25. ↑  Kuhns, Luke. . . Andrews UK Limited. 2013-05-02  [2023-08-05]. ISBN 978-1-78092-421-2. （原始内容存档于2023-08-05） （英语）.
26. ↑  "Conan Doyle supporters take Undershaw fight to court" （页面存档备份，存于）, BBC, 16 December 2010
27. ↑  "Sherlock Holmes fans stage last-ditch attempt to save Conan Doyle's home" （页面存档备份，存于） The Telegraph, 16 December 2010
28. ↑  "Battle is on to save the house that Conan Doyle built" （页面存档备份，存于） The Independent, 17 December 2010
29. ↑  "Campaign against development of Conan Doyle's Undershaw" （页面存档备份，存于） BBC, 13 May 2011
30. ↑  Meikle, James. . The Guardian (London). 30 May 2012  [2016-07-25]. （原始内容存档于2013-03-16） （英语）.
31. ↑  . BBC News. BBC News. 20 October 2014  [7 November 2015]. （原始内容存档于2021-01-12） （英语）.
32. ↑  Marcum, David. . . Andrews UK Limited. 2020-07-08. ISBN 978-1-78705-567-4 （英语）.
33. ↑  .   [15 February 2018]. （原始内容存档于2018-02-16）.